# Abbaye Notre-Dame-de-la-Charité de Neuvelle-lès-la-Charité
L'abbaye Notre-Dame-de-la-Charité de Neuvelle-lès-la-Charité est une abbaye cistercienne d'hommes, fondée  en Franche-Comté en 1133 et disparue en 1791. Elle est située sur les communes actuelles de Neuvelle-lès-la-Charité et Fretigney-et-Velloreille, dans le département français de la Haute-Saône en région Bourgogne-Franche-Comté, alors dans le diocèse de Besançon.
Fille de l'abbaye de Bellevaux, donc petite-fille de Morimond, elle s'est développée grâce à des protections seigneuriales mais a subi aussi les malheurs de la région : elle a été dévastée en particulier par Louis XI dans sa guerre contre le duc de Bourgogne, puis en 1569 au temps des guerres de Religion ou encore pendant la guerre de Dix Ans au moment de la conquête de la Franche-Comté par les armées du roi de France Louis XIII.
Pillée à la Révolution, l'abbaye de la Charité est vendue comme bien national : beaucoup de ses bâtiments sont alors démolis et la maison abbatiale est remplacée par un château entouré d'un jardin classique.

## Fondation
L'abbaye cistercienne de la Charité a été fondée en 1134 par des moines de l'abbaye de Bellevaux à la demande d'Adélaïde de Traves avec le soutien de l'archevêque de Besançon Anséric. Un prieuré de chanoines dépendant de Saint-Paul de Besançon l'a précédé de 1128 à 1133. Son premier abbé fut Pierre de Vadans, abbé 1134-1162.

## Histoire
L'abbaye se développe en recevant de nombreuses donations et fonde au nord-est de Besançon l'abbaye de la Grâce-Dieu en 1139.
L'abbaye se développe aussi dans le domaine industriel : dès la fin du XIIe siècle, elle possède une grande forge et en reçoit une autre au XIIIe siècle du sire Étienne d'Oiselay en exploitant des mines de fer locales. Cette industrie ruinée par les soubresauts de l'histoire régionale ne redonnera la prospérité à l'abbaye qu'au deuxième tiers du XVIIIe siècle.
Le monastère traverse les malheurs de la fin du Moyen Âge (pestes, dévastations de la guerre de Cent Ans, grandes compagnies…) avant d'être saccagé par les troupes de Louis XI en 1477, puis ruiné par le duc des Deux-Ponts qui ravage comté et duché de Bourgogne à la tête d'une armée de mercenaires protestants au temps des guerres de Religion. La région subit de nouveau en 1595 les destructions des mercenaires d'Haussonville et Tremblecourt qui participent pour le « bon roi Henri IV » à sa guerre contre l'Espagne.
Restaurée à plusieurs reprises, l'abbaye est encore brûlée en février 1638 comme Bithaine ou Bellevaux quand la guerre de Dix Ans fait rage avec ses ravages et ses pestes.  On repère parmi les abbés de cette époque, Jean de Watteville, entré dans l'ordre des cisterciens en 1603, abbé de La Charité depuis 1607 et prince-évêque de Lausanne (1607 – 1649 Johann VII von Watteville prince-évêque du Saint-Empire), fils cadet dans la branche des barons de Chateauvillain né en 1574 à Bourg-de-Sirod .
Redevenue florissante au XVIIIe siècle, l'abbaye de la Charité peut reconstruire l'église  vers 1735, puis le quartier abbatial vers 1750 avec un jardin aménagé dans la tradition classique et vers 1775 les communs.
À la Révolution, l'abbaye est pillée puis vendue comme bien national en 1791 et en grande partie démolie : subsistent encore des vestiges des installations hydrauliques comme un bassin et un moulin ou le pigeonnier. La chapelle et certaines dépendances ont cependant été préservées et le logis abbatial a été remplacé par un château vers 1840.
Le comité d'établissement d'Alsthom Belfort en fait l'acquisition pour des séjours de colonies de vacances dans les années 1960/1970 avant de le revendre à un propriétaire particulier.

Le site a été inscrit à l'inventaire des Monuments historiques par arrêté du 28 août 1995 .

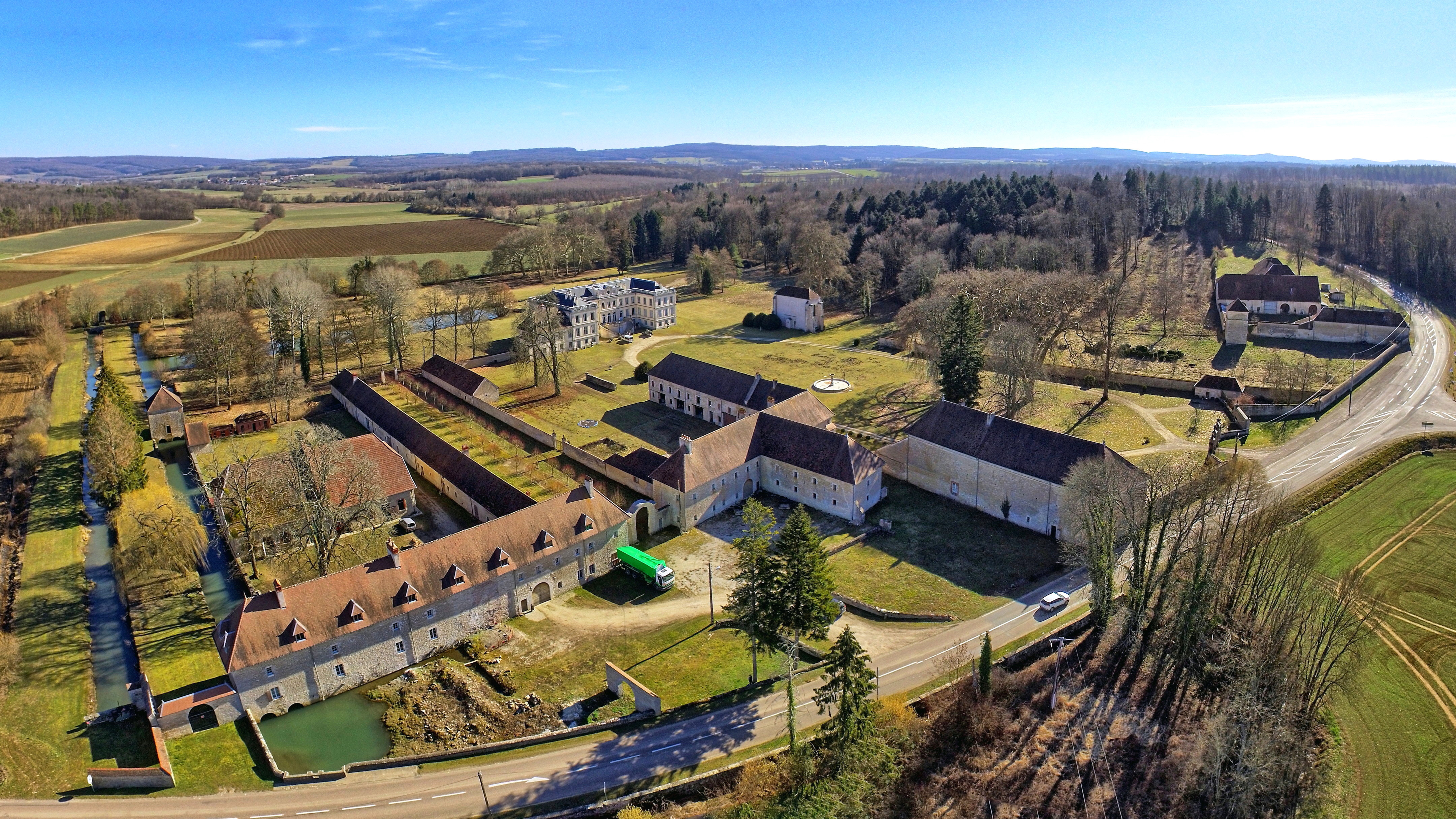
Vue générale du site de l'ancienne abbaye en 2019.

L'abbaye renferme une glacière, située face à la ferme et à l'auberge qui dépendaient autrefois de l'abbaye et inscrite au titre des monuments historiques en 2002.
À proximité subsiste la grange cistercienne de Fontaine-Robert à Neuvelle-lès-la-Charité, construite au XVIIIe siècle et comportant aujourd'hui  des logements ainsi que des granges et des écuries ainsi qu'un four. L'ensemble a été inscrit à l'inventaire des Monuments historique par arrêté du 24 décembre 1998.

## Galerie

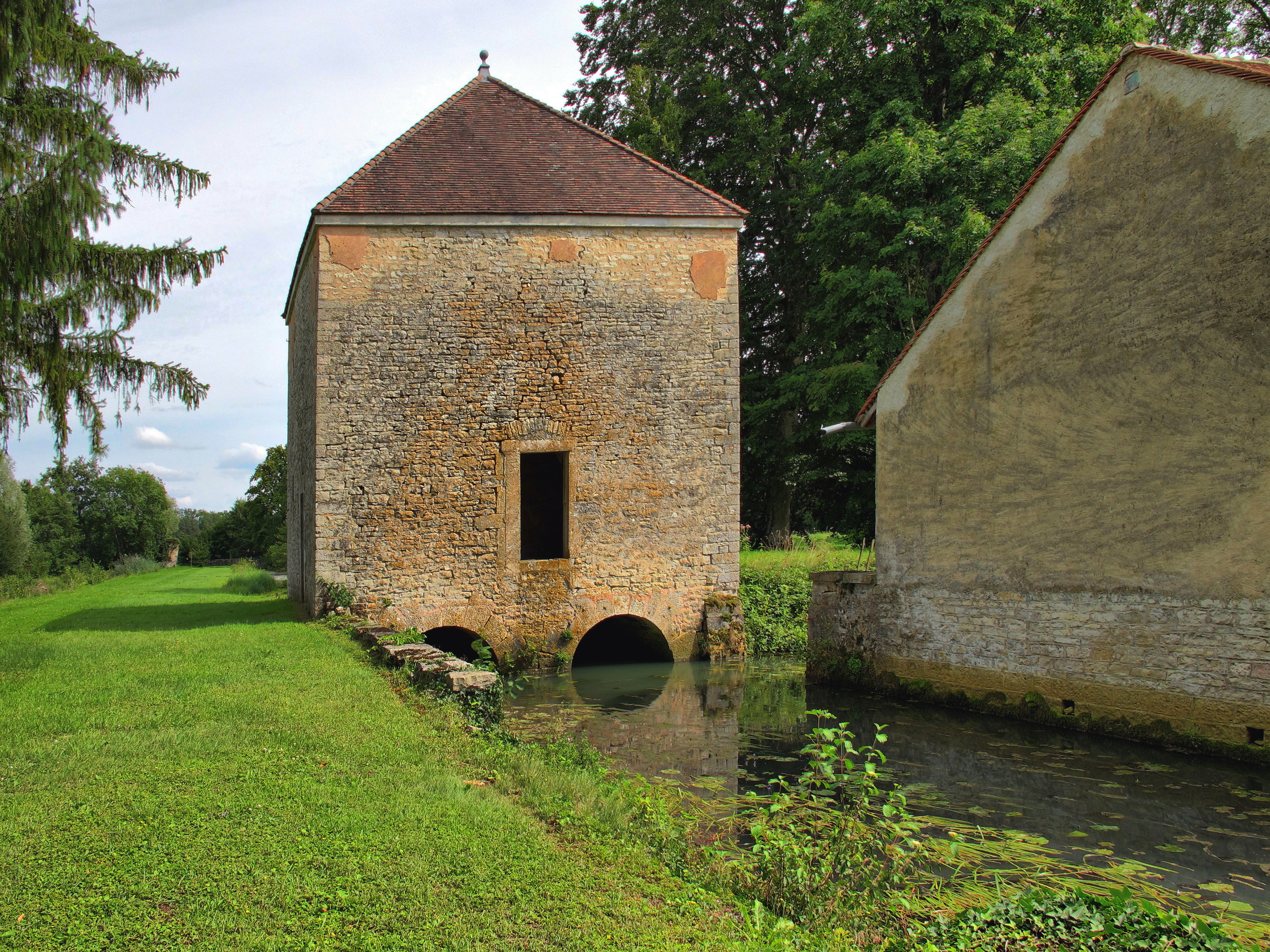
Le moulin de l'abbaye.
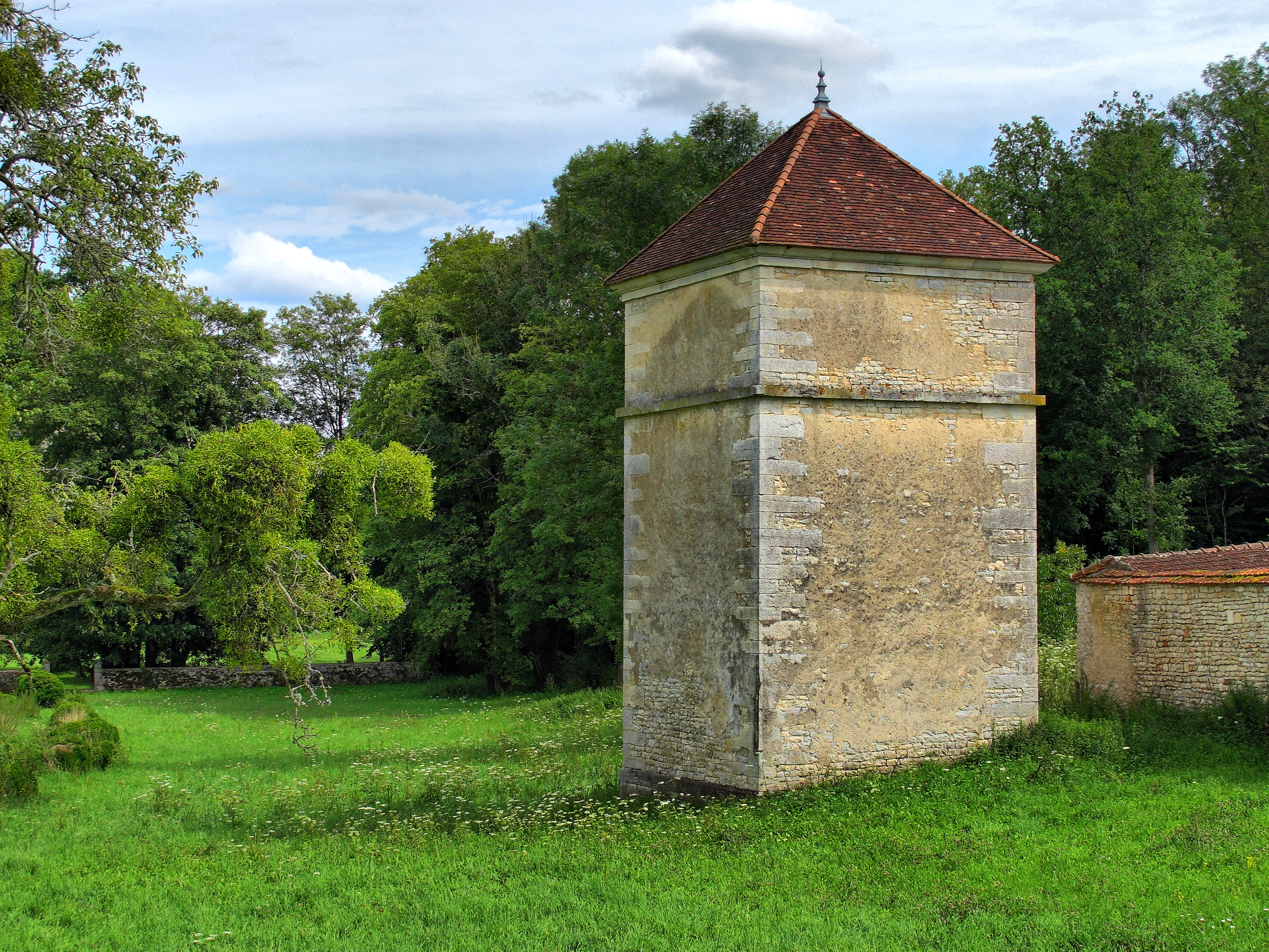
Le colombier de l'abbaye.
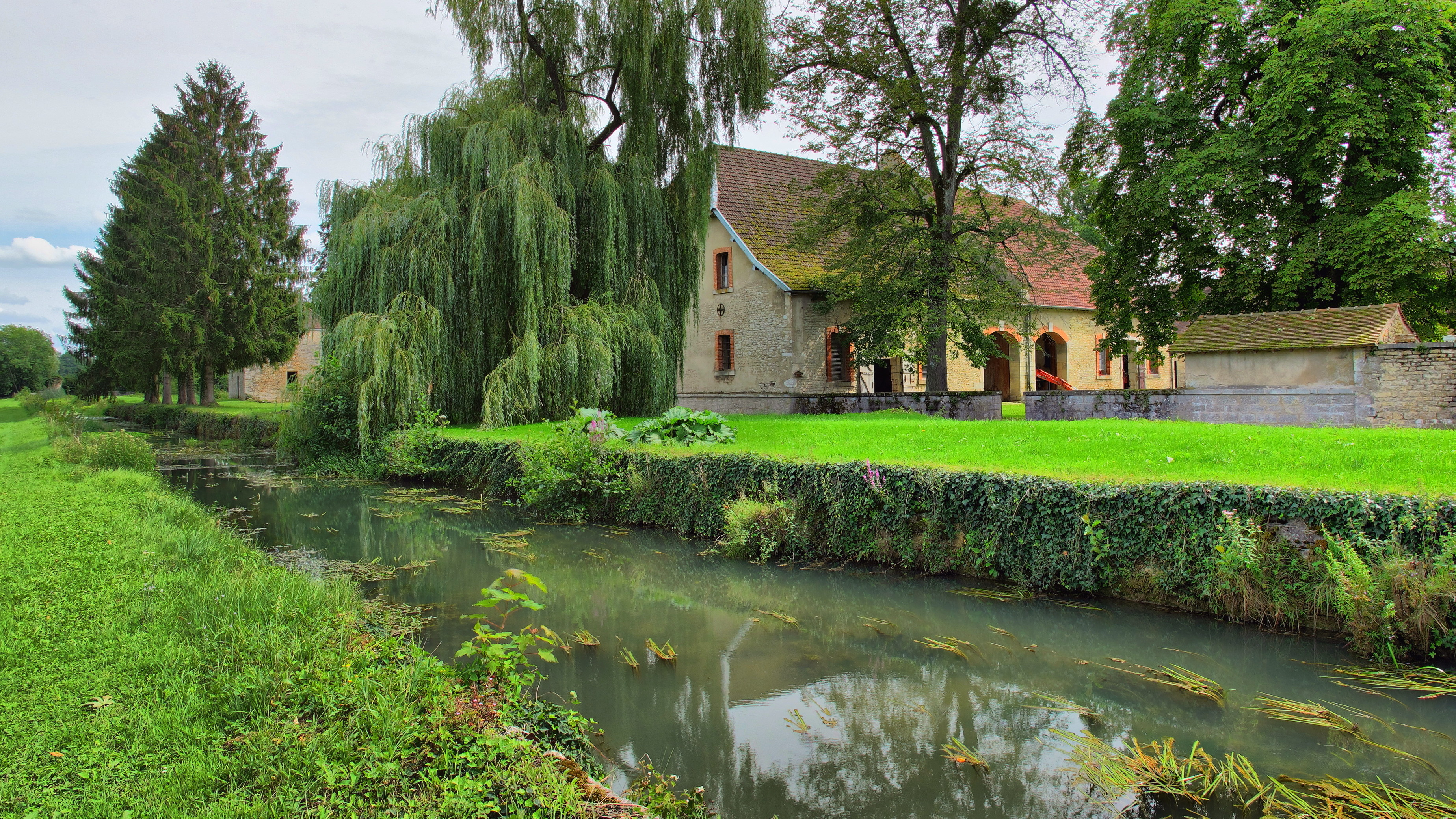
La Romaine canalisée en bordure de l'abbaye.
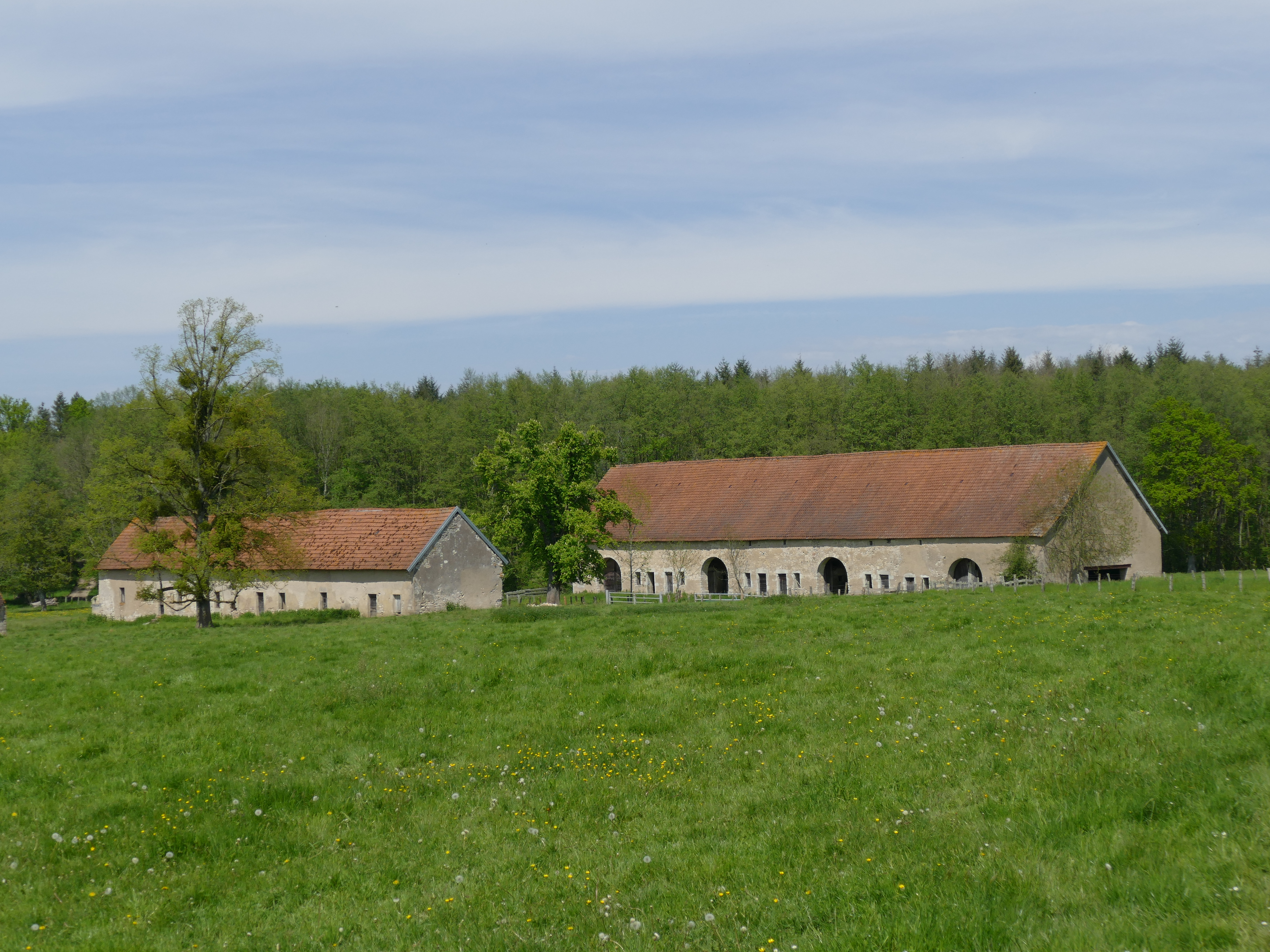
La grange cistercienne de Fontaine-Robert.